# Obrazový rám

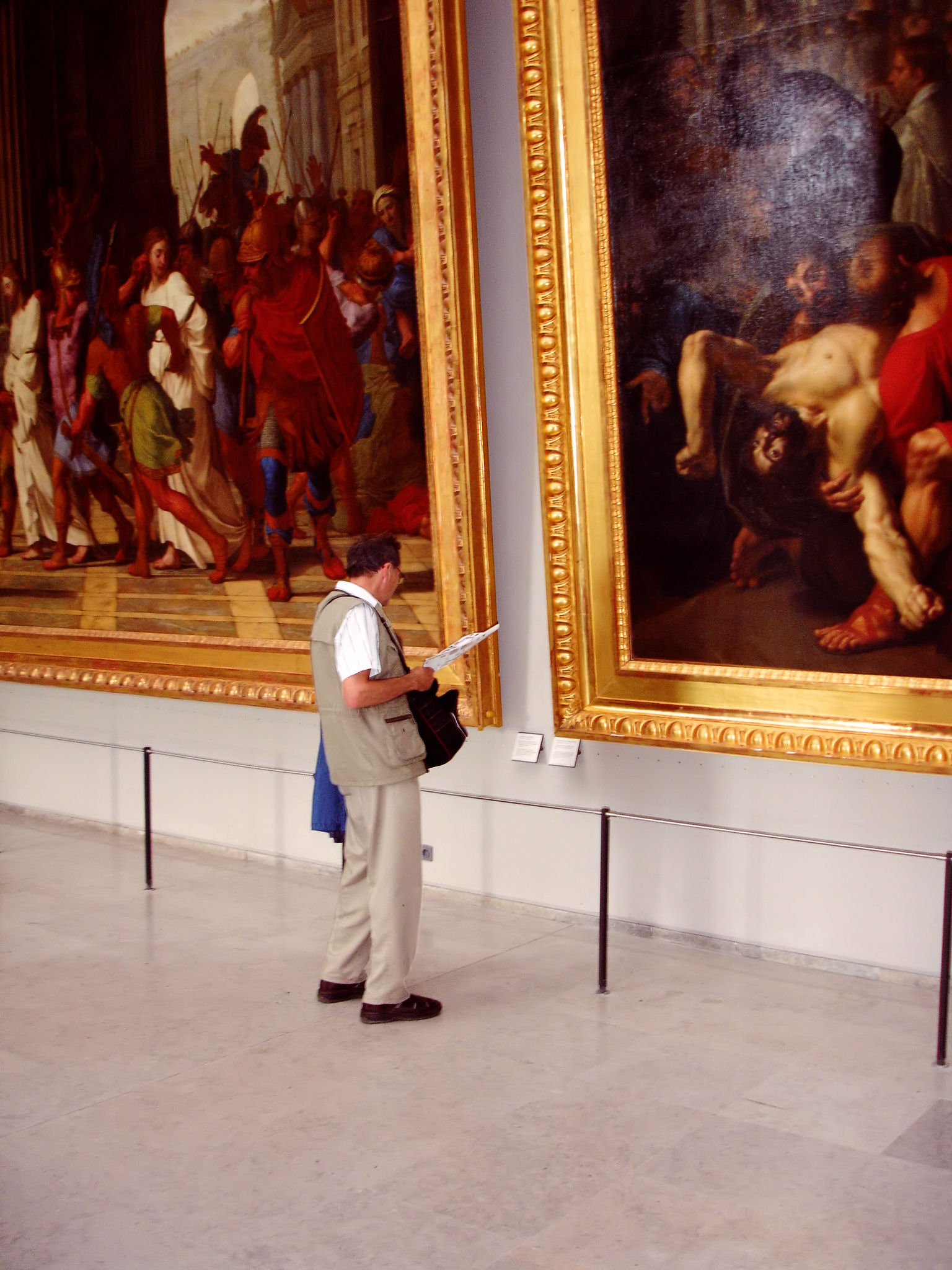
Obrovské rámy v pařížském Louvre, Francie

Obrazový rám nebo rám obrazu je dekorativní obruba na obraz, například malbu, kresbu, fotografii, nebo podobné výtvarné dílo, jejímž cílem je umožnit jednodušší zobrazení, instalaci nebo vystavení. Rámy mohou mít i ochranou funkci a zabraňovat mechanickému poškození obrazu. Mohou mít i estetický význam svou barvou nebo zdobením. Rámováním obrazů a fotografií se zabývá řemeslo zvané rámařství, které bývá často spojeno se sklenářstvím.

## Galerie

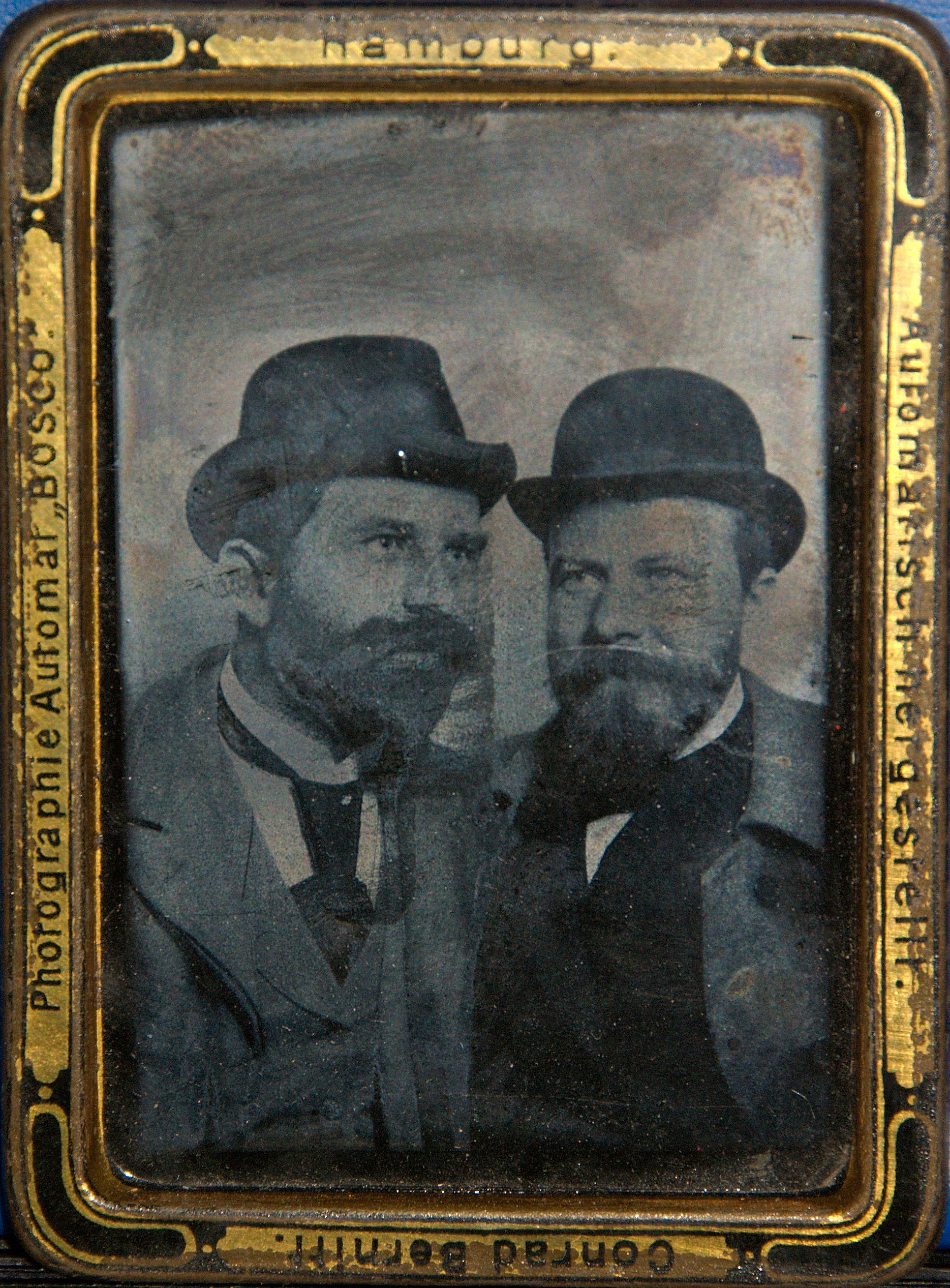
Ferrotypie se zlatým rámem z fotografického automatu Bosco, 50x75 mm, asi 1895
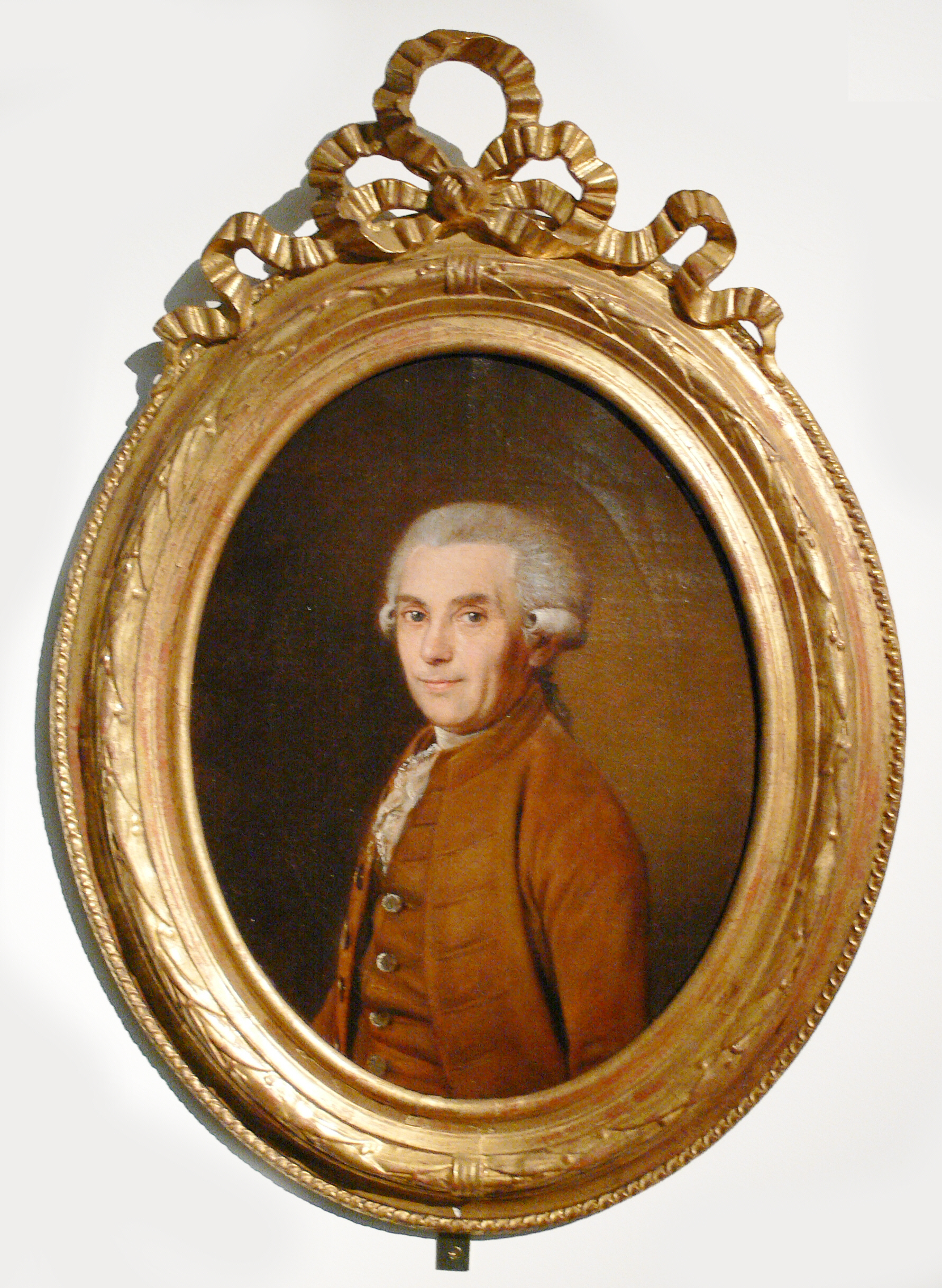
Barokní rám, asi 1775–1800
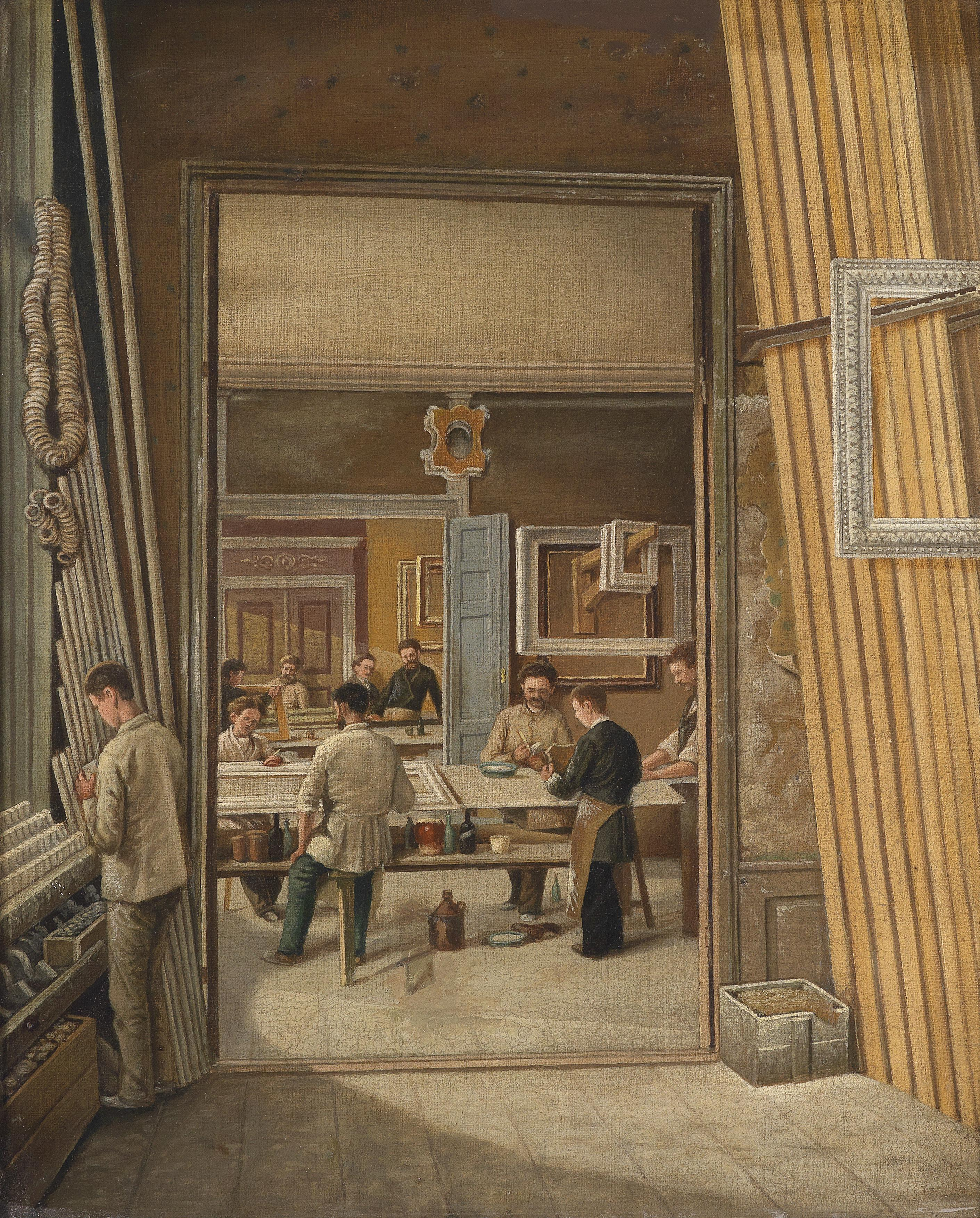
Rámařská dílna, okolo 1900
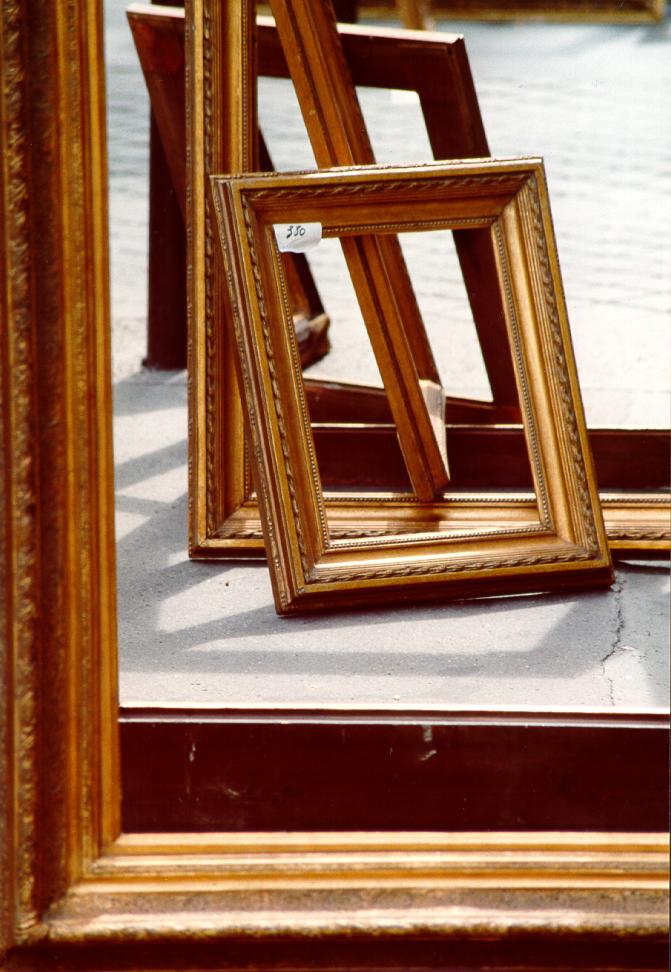
Dřevěné rámy, 2004
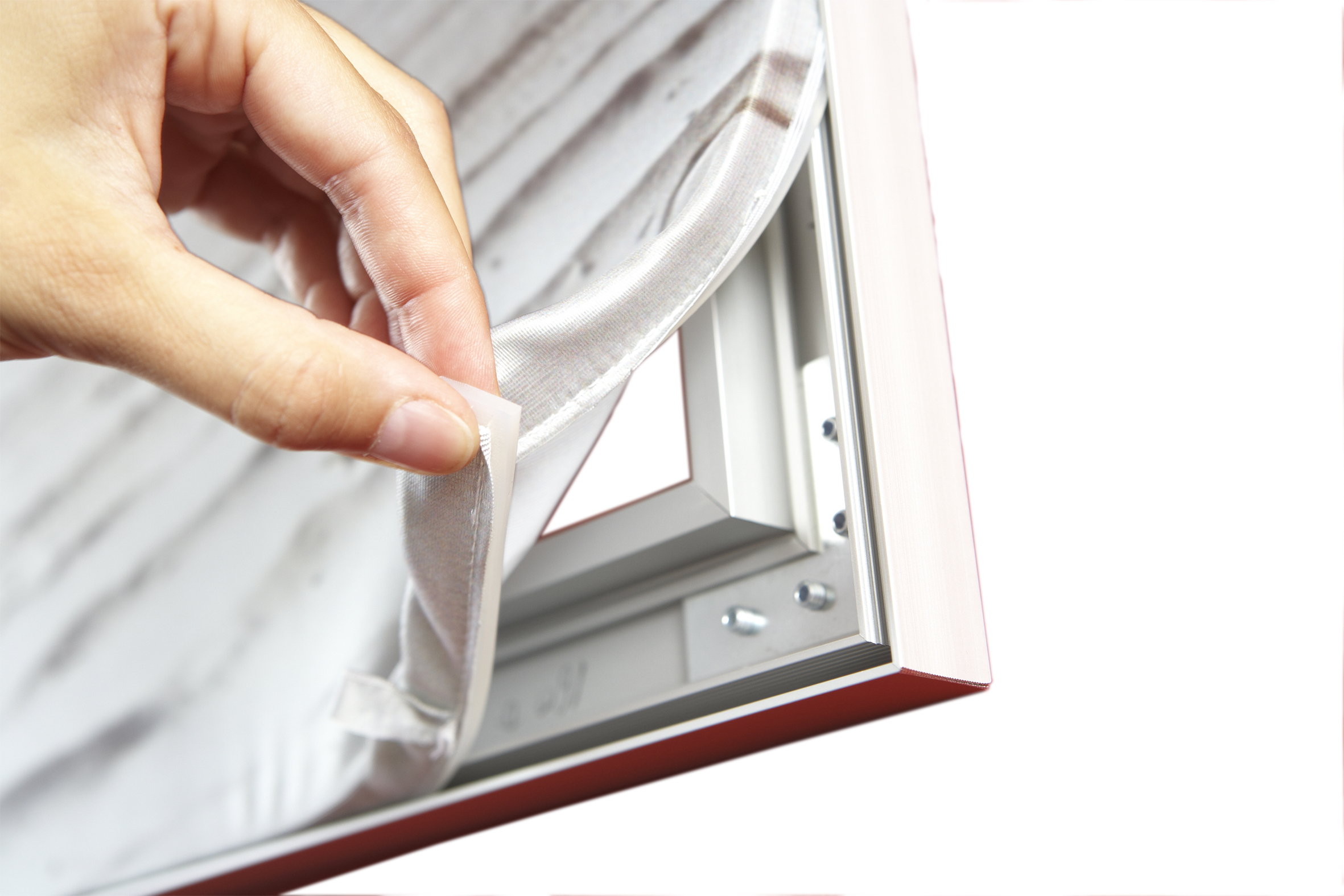
Detail uchycení textilu k rámu